# Llotja (Castelló d'Empúries)
Llotja és un edifici del municipi de Castelló d'Empúries (Alt Empordà) inclòs en l'Inventari del Patrimoni Arquitectònic de Catalunya.

## Descripció
Situada dins dels límits del nucli emmurallat de la població, a l'antic barri del puig Salner, al costat de la basílica menor de Santa Maria.

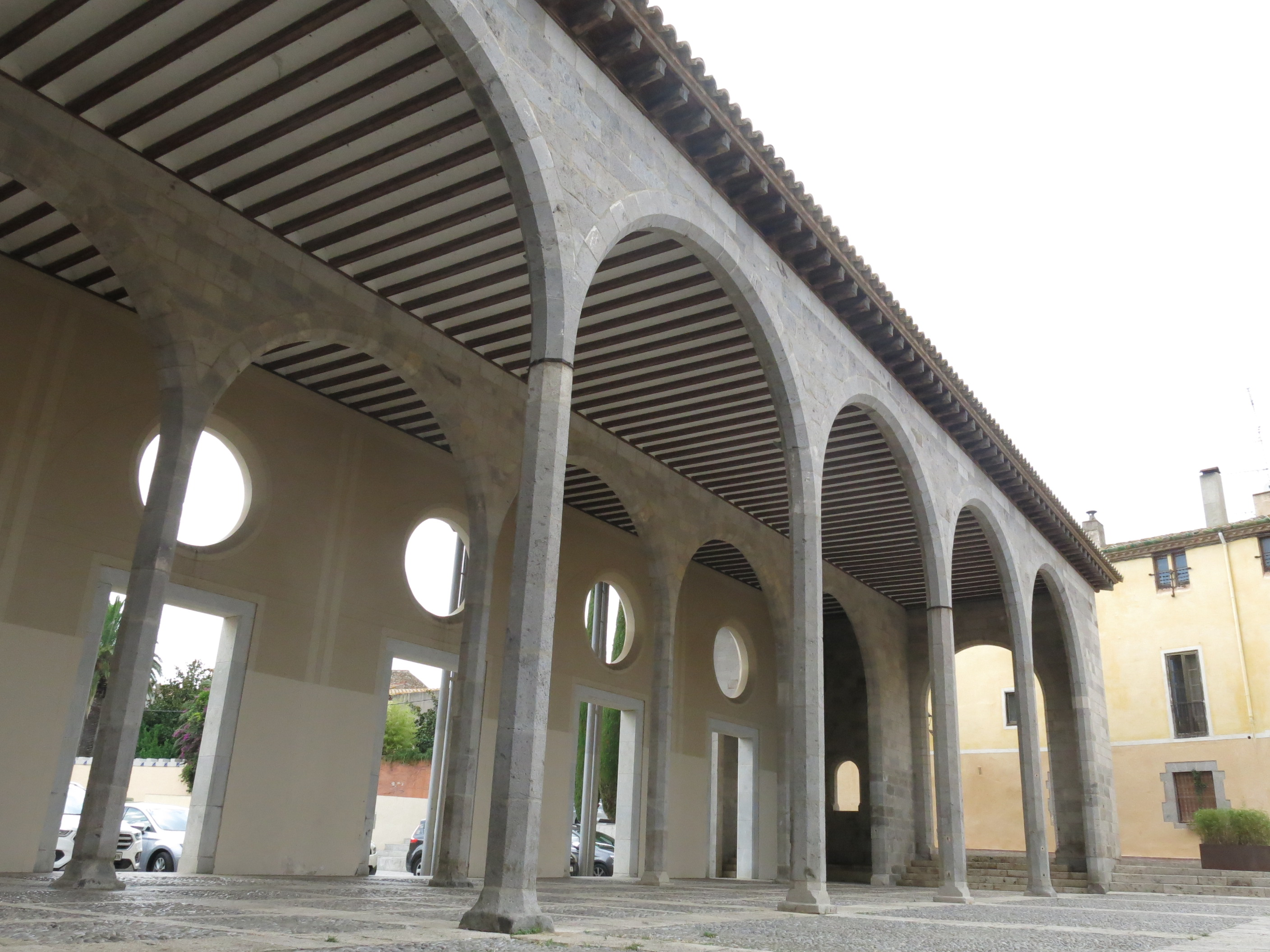
La Llotja, des de la plaça

Edifici de planta rectangular i una sola crugia, delimitat per murs amb obertures als costats estrets i a la façana que dona a la plaça de l'Església. El quart costat s'obre a través de cinc arcades a una plaça posterior. L'espai del rectangle es troba subdividit per un segon conjunt de cinc arcs de mig punt que es corresponen amb els anteriors. La façana que dona a la plaça és de fet un mur pantalla amb cinc obertures rectangulars amb grans òculs superiors; malgrat la diferenciació d'aquest parament exterior, les incisions realitzades en l'arrebossat, que corresponen en forma i disposició als arcs interiors, donen unitat al conjunt, que es cobreix amb teulada a quatre vessants. Recentment s'han afegit, davant de la façana de la plaça, diversos elements que en reforcen l'estructura sense alterar l'harmonia del conjunt; es tracta de 12 columnes metàl·liques, una a cada extrem i la resta aparellades entre les obertures, en línia amb els pilars exteriors. Aquestes columnes sostenen cinc bigues metàl·liques sobres les quals recolza un nou voladís.

## Història
L'edifici va ser construït vers la fi del segle xiv o principis del segle xv, en el mateix període que la llotja de la plaça Major, seu del consolat de mar i també casa del consell, en un període d'expansió econòmica de la vila. Diversos autors li han atribuït funcions de llotja de contractació de mercaderies, complementària a la Llotja de Mar, i també s'ha interpretat com a part de la duana o com a edifici auxiliar de l'església de Santa Maria, probablement taller dels picapedrers. L'autor J.Badia pensa que es podria tractar de les restes d'una gran sala de l'antic hospital major de Castelló d'Empúries, fundat el 1252 i del qual no es conserven restes.
El 1963 l'arquitecte Francesc Pons i Sorolla va reconstruir el conjunt.
La reforma realitzada recentment per Carles Bosch i Joan Lluís Frigola va rebre el 28 de juny del 1989 el premi FAD d'Arquitectura i d'Interiorisme 1988 dedicat a reformes i rehabilitacions.